# 梁父吟
梁父吟，又称梁甫吟，是中国古代流传于山东梁父山一带的民谣，汉代被收为乐府诗，作者无名氏，內容記述春秋時代齊國宰相晏嬰以權謀幫助齊景公剷除功高震主三大功臣的故事。據說三國時代政治家諸葛亮喜好梁父吟，在躬耕隱居南陽的時期時常吟唱，可能是因為懷鄉的關係（梁父山下汉代曾有梁父县，诸葛亮之父诸葛珪曾任泰山郡丞），也可能是對政治有所領悟，而發為感嘆。唐朝李白有同名作品《梁甫吟》，抒發其懷才不遇的憤懣。

## 原文
步出齊城門，遙望蕩陰里。

里中有三墳，纍纍正相似。

問是誰家墓，田疆古冶子。

力能排南山，文能絕地紀。

一朝被讒言，二桃殺三士。

誰能為此謀，國相齊晏子。